# I Still…
«I Still» — третий сингл с пятого студийного альбома группы Backstreet Boys — «Never Gone».

## Музыкальное видео
Клип был снят в 2005 году Мэттом Макдермиттом. В клипе каждый из участников группы находится в разных частях города: Кевин- в баре, Брайан- на улице среди машин, Хауи- в такси, Ник- на автобусной остановке, Эй Джей- в переулке.

## Список композиций
1. I Still… — 3:51
2. I Still (Passengerz Remix) — 3:19
3. Just Want You To Know — Jason Nevins Radio Edit